# Euphrosine hortensis
Euphrosine hortensis är en ringmaskart som beskrevs av Moore 1905. Euphrosine hortensis ingår i släktet Euphrosine och familjen Euphrosinidae. Inga underarter finns listade i Catalogue of Life.